# TK Records
T.K. Records cujo proprietário foi Henry Stone, estava baseada em  Miami, Florida e começou suas atividades no começo dos anos 70. O próprio Henry Stone gerenciou a empresa até sua falência em 1981. As letras T.K. são as iniciais de Terry Kane, o engenheiro que construiu o estúdio de gravação de 8 pistas de Henry Stone.